# Intelsat 8
Intelsat 8, anteriormente denominado PANAMSAT 8 (PAS-8) es un satélite de comunicaciones geosincrónico ubicado en 166° E longitud que da servicio de televisión digital al mercado del Pacífico. 
Con un peso de 2100 kg, fue lanzado el 4 de noviembre de 1998 por un Proton-K desde Tyuratam (cosmódromo de Baikonur), Kazajistán.
El 1 de junio de 2012 un Zenit 3SL puso en órbita el Intelsat 19 destinado a  reemplazarlo.